# Opium du peuple
Pour les articles homonymes, voir Opium du peuple (homonymie).
Opium du Peuple est un groupe français de punk-rock originaire d'Albi  qui reprend des chansons de variété à la sauce punk.

## Biographie

### Débuts etSex, Drugs & Variété(2006-2009)
Le groupe a été créé en 2006 sur l'impulsion de Slobodan (chant), qui chantait alors pour Condkoï, et Tronçonneur (guitare), qui jouait avec Dirty Fonzy. Ils recrutent Machine (batterie) et Le K (guitare basse) qui étaient musiciens chez Skunk.
Slobodan et Tronçonneur venant d'Albi, Machine et mr K du pays basque, les répétitions ont lieu par sessions de 3 jours. Après plusieurs sessions de répétitions et quelques enregistrements, Niko, de Enragés Prod leur propose d'enregistrer un album. L'album Sex, Drugs & Variété sort en 2007 et est suivi d'une tournée dans divers festivals de France.

### PériodeBest Off(2009-2013)
En septembre 2009, le groupe s'agrandit avec l'arrivée d'un deuxième guitariste, Otto Von Mushnik Wald qui jouait chez The Pookies,,.
Enregistré durant l'année 2009, l'album Best Off sort en 2010 sur le label Dirty Witch Records, avec un grand nombre d'invités de la scène punk hexagonale : Didier Wampas, Foetus et Flokos d'Ultra Vomit, Niko de Tagada Jones, Motor Ed d'Uncommonmenfrommars, Schultz de Parabellum, Reuno de Lofofora, Damien des Bad Chickens, El Conservator de Ta Gueule,.
Le groupe s'agrandit en 2011 avec l'arrivée de Joey Délices et Mademoiselle Cœur, en choristes scéniques, développant la scénarisation des concerts qui deviennent des spectacles.

### La révolte des Opiumettes(2013-2015)
Le titre de l'album fait référence à la place de Joey Délices et Mademoiselle Cœur sur cet album, qui chantent à la place de Slobodan sur certains titres.
À l'occasion de leur reprise de Fais-moi mal Johnny de Boris Vian, Opium du peuple contacte La Fistinière et y tournent leur clip. Il raconte l'histoire d'un homme timide qui se perd à la campagne et sonne par hasard à La Fistinière pour demander son chemin et qui, sur les réclamations de l'hôtesse de maison, se désinhibe et s'enfuit après avoir tué plusieurs personnes.

### La revanche des clones(2015-2016)
Le clip de la chanson Dominique continue l'histoire commencée dans le clip de Fais Moi Mal Johnny où le personnage principal, en cavale, se grime en prêtre.
Lors de sa tournée 2015, le groupe se produit au Hellfest.
En 2016, à la fin de sa tournée La revanche des clones, le groupe annonce sa séparation, en guise de teasing.

### 7 salopards(2017-present)
Pour se démarquer des autres groupes et à la suite des deux clips tournés pour Fais Moi Mal Johnny et Dominique dont l'histoire se poursuit de l'un à l'autre, le groupe a l'idée de réaliser un long métrage. 7 Salopards raconte l'histoire du groupe qui doit se reformer afin que Slobodan puisse éponger ses dettes.

## Style
Opium du peuple a la volonté de se différencier des autres groupes de reprises de variété façon punk. Leur première recette fut de faire référence à divers styles musicaux selon les morceaux. Par exemple, Le temps des cerises est joué dans le style des Bérurier Noir, L'été indien dans le style des chants de la légion étrangère, Le lion est mort ce soir dans le style punk celtique des Dropkick Murphys et Ave Maria dans un style black metal.

Le groupe utilise de nombreux costumes durant ses concerts et mettent en scène leurs chansons à travers des saynètes.
Pour leurs deux reprises de Rockollection de Laurent Voulzy, Opium du peuple a changé les morceaux cités pour coller à leurs influences. Punkrockollection, sur l'album Sex, drugs and Variété reprend Sheena Is A Punk Rocker des Ramones, Jouer avec le feu des Sheriff, Kill All The White Man de NOFX, Porcherie des Bérurier Noir, White Riot des Clash, Kill the poor des Dead Kennedys et Cayenne dans sa version de Parabellum. Evilrockollection, sur l'album La révolte des Opiumettes reprend Seek and Destroy de Metallica, Ace of Spades de Motörhead, TNT de AC/DC, I Was Made for Lovin' You de Kiss, Raining Blood de Slayer, Run to the Hills d'Iron Maiden et The Final Countdown de Europe.

## Membres

### Actuels
- Slobodan (Guillaume Boutevillain) : chant
- Joey Délices (Joey Diana Commisso) : chant
- Mademoiselle Cœur (Aurélie 'sainte' Cheneau): chant
- Edouardo de la Vega : guitare
- Gil de la Tournante : guitare
- Le K (Christophe Saint-Georges) : basse
- Machine (Iñaki Plaa) : batterie

### Anciens membres
- Tronçonneur (David Papaix) : guitare. Egalement guitariste chez Dirty Fonzy sous le pseudo Angelo Papas.
- Otto Von Mushnik Wald : guitare. Egalement guitariste chez Sons Of Buddha sous le pseudo Forest Buddha[13] et chez The Pookies sous les pseudos Mr Follain[14] et Forest Pooky[15].
- Francis Queutard : guitare.

## Vidéographie

### Clips
- 2010 : Le sud
- 2010 : Les corons
- 2010 : Le téléphone pleure, avec Didier Wampas
- 2011 : Que je t'aime, avec Richy Hallyday et Ultra Vomit
- 2013 : Fais-moi mal Johnny
- 2015 : Dominique

### Longs-métrages
- 2018 : 7 salopards